# Aradi víztorony
Az aradi víztorony műemlék épület Romániában, Arad megyében. A romániai műemlékek jegyzékében az AR-II-m-B-00492 sorszámon szerepel.